# Čejov
Čejov – wieś i gmina w Czechach, w kraju Wysoczyna w powiecie Pelhřimov. 
Według danych z 3.07.2006 r. powierzchnia miasta wynosiła 7,98 km², a liczba jego mieszkańców 577 osób.